# Linka D (metro v Praze)
Linka D je budovaná čtvrtá linka pražského metra. Bude vedena ve směru sever–jih, částečně paralelně s linkou C, na niž bude možno přestoupit ve stanici Pankrác. Druhý přestupní bod, na linku A, vznikne ve stanici Náměstí Míru, což bude i jedna z konečných stanic metra D (druhá konečná stanice bude Depo Písnice). Jako jeden z hlavních důvodů priority bývá uváděno odlehčení linky C a alternativní spojení sídlišť na jihu města s centrem pro případ výluky Nuselského mostu. V červenci 2015 Rada hlavního města Prahy rozhodla, že na nové trase budou jezdit soupravy bez strojvedoucího, stavět se mělo začít v roce 2018 a otevření se plánovalo na 2023–2024, náklady se odhadovaly okolo 50 miliard Kč.
Stavba prvního úseku Pankrác–Olbrachtova však byla zahájena až 21. dubna 2022. V roce 2026 by mělo začít budování úseku Olbrachtova – Nové Dvory, poté by měly být postupně po částech do roku 2029 rozestavěny úseky Pankrác – Náměstí Míru a Nové Dvory – Depo Písnice. Všechny tyto úseky by měly být (podle plánu z roku 2025) otevřeny v letech 2031 až 2036. V roce 2021 byly celkové náklady odhadovány na přibližně 98 miliard Kč.

## Historie záměru

### Starší plány
V návrzích z přelomu 60. a 70. let, které už v základních rysech (směr a označení tratí A, B, C) odpovídaly dnešní síti metra, byla obsluha oblasti Lhotky navržena větví tratě C, která se od větve vedoucí na Háje oddělovala na Pankráci. Kromě toho se v návrzích z té doby objevovala čtvrtá trať, s označením D, jejíž jižní část směřovala od oblasti Karlova náměstí podél Vltavy k jihu do Modřan a severní část například v návrhu z roku 1968 tvořila v úseku mezi Novým Městem a Strašnicemi severnější paralelu k trati A (trať A měla vést přes Vršovice, zatímco trať D zhruba podél dnešní Vinohradské ulice, někde v oblasti Strašnic se měly obě tratě opět sejít). V jiném dobovém návrhu je rovněž do Lhotky vedena větev tratě C a podél řeky do Modřan jižní konec tratě D, ale v severovýchodní části se trať D dělí do dvou větví: severní větev měla vést na Žižkov na Ohradu a jižní do Vršovic ke Slavii, zatímco trať A byla navržena kolem Olšan. Ve výhledové mapě zpracované Dopravním podnikem hl. m. Prahy v říjnu 1970 se také trať C na jihu větví a kamsi do oblasti Lhotky je navržena odbočná větev C1, avšak trať na jih směrem do Modřan je navržena jako odbočná větev trati B (s označením B2) a dvojice tratí směrem do Strašnic jako dvě větve trati A (A a A1).

### Alternativní projekt železnice
Zejména v letech následujících po povodních v roce 2002 se hodně psalo o plánech na zásadní zvýšení významu železnice v městské a příměstské dopravě po dokončení přestavby pražského železničního uzlu. Jedna z variant studie SUDOP, zveřejněná na webu Nového spojení někdy kolem roku 2005, počítala po roce 2010 s odbočkou z železniční stanice Praha-Krč do stanic Lhotka, Nové dvory, Libuš a Písnice, která by společně s dalšími železničními tratěmi mohla plnit roli, pro niž se původně počítalo s trasou metra D. Tato varianta však nebývá v médiích ani při jednáních orgánů města zmiňována. Výhodou železnice je možnost prodloužení trasy až k Velkým Popovicím.

### Lehká varianta, povrchová varianta
Podle zprávy z roku 2004 magistrát uvažoval o tom, že by trasa D byla vybudována jako automatické lehké metro bez strojvedoucího, s tím, že se v takovém případě předpokládají oproti standardnímu metru až o třetinu nižší náklady na výstavbu (kvůli mělčímu založení a možnosti prudších zatáček i stoupání, menšímu profilu tunelů, kratším stanicím) i provoz (méně personálu, možnost operativnějšího odpojování a připojování vozů), nevýhodou je však menší kapacita. Radní Radovan Šteiner se však domníval, že kapacita lehkého metra by pro tuto trasu mohla stačit. Lehká varianta by však vyžadovala vybudování depa v Písnici hned v první etapě. Provozování metra s dvěma technologicky odlišnými systémy je rovněž finančně náročné. Výhodou lehké varianty by byly také menší přestupní vzdálenosti pro cestující, některé stanice by mohly být i povrchové.
V únoru 2007 Dopravní podnik hl. m. Prahy ve své zprávě o výhledových záměrech uvedl, že varianta lehkého metra bude posuzována a že má své výhody i nevýhody, studie pak bude předložena zástupcům města k projednání. Zastupitel Petr Zajíček (KSČM) v diskusi zdůraznil potřebnost jednotné technologie. Ředitel DP Jílek potřebu sjednocení technologie popřel a uvedl, že i v případě varianty lehkého metra by vlaky z tratě D měly být schopny projet po trati A do depa Hostivař. Zastupitel Witzany se zajímal o možnost povrchové varianty. Dopravní výbor 9 hlasy ze 13 (nikdo proti) odsouhlasil navržené trasování, k etapizaci usnesení nepřijal.
V únoru 2009 představil Dopravní podnik hl. m. Prahy na magistrátní konferenci studii, podle níž by povrchové vedení trasy bylo asi o 1,5 miliardy Kč dražší než podpovrchová varianta, protože by byla asi o kilometr delší a v ceně by byl zahrnutý i výkup a demolice domů. Povrchové vedení by také vyžadovalo rozsáhlé zásahy do územního plánu a v úseku od centra až po Pankrác je kvůli husté zástavbě nereálné. Na této konferenci zástupce DP sdělil, že DP počítá s variantou automatického metra, avšak že toto provedení je spíše marketingovou záležitostí, která výrazné úspory nepřinese. Zástupce DP oznámil, že DP uvažuje o čtyřech variantách provedení, z nichž jsou ve hře dvě – lehké kolejové metro a metro na pneumatikách.

### Historie dnešní koncepce

#### 80. léta
Ve studii Metrostavu z června 1987, která počítá i s okružní linkou E, byla již zakreslena linka D, vedená z Libuše (kde mělo být depo Písnice) přes Pankrác, Nusle a Žižkov do Letňan, v delším výhledu dále do Kbel. Celý úsek z Libuše až do Letňan byl vyznačen jako součást III. etapy výstavby pražského metra, která měla proběhnout mezi lety 1995 a 2010 (do stejné etapy patřil i první úsek linky E, z Pankráce přes Smíchov na Hradčanskou), zatímco úsek Letňany – Kbely byl zařazen do IV. etapy, po roce 2010. Na trati byly navrženy stanice: Masokombinát – Libuš – Nové Dvory – Zálesí – Krčské nádraží – Olbrachtova – Pankrác (C, E) – Náměstí Bratří Synků – Náměstí Míru (A) – Havlíčkovo náměstí – Ohrada – Chmelnice (E) – Harfa – Lidových milicí (B) – Prosek – Letňany I (konec 1. úseku) – Letňany II – Kbely I – Kbely II.

#### 90. léta
Z blíže neurčené doby po roce 1989 pochází navržené provozní schéma sítě metra roku 2000, kde je zakreslena trať D v trase Náměstí Míru (A) – Náměstí Bratří Synků – Pankrác (C) – Olbrachtova – Krčské nádraží – Zálesí.
Z roku 1990 pocházejí výhledové plánky, podle nichž do roku 2003 měla již být postavena linka D v trase Náměstí Míru (A) – Vršovická – Nuselská – Pankrác (C, výhledově E) – Olbrachtova – Krčské nádraží – Zálesí, v roce 2003 pak mělo být zprovozněno prodloužení IID do stanic Nové Dvory – Libuš – Masokombinát, na jehož konci mělo být umístěno depo. Do roku 2025 pak měla být linka D prodlužována z náměstí Míru směrem na severovýchod: přes dvě mezilehlé stanice do stanice Chmelnice (E), dále přes jednu mezilehlou stanici do stanice Vysočany (B) a přes další čtyři mezilehlé stanice do konečné stanice Kbely.
V roce 1999 byl uveden v Územním plánu hlavního města Prahy provozní úsek I.D Nové Dvory – Náměstí Míru o délce 7,7 km se 7 stanicemi s předpokládaným zprovozněním do roku 2010. Prioritní význam byl přiřčen úseku Nové Dvory – Pankrác s tím, že v případě nedostatku finančních prostředků by bylo možno jej provozovat v prvé fázi jako větev trasy C. Pro období po roce 2010 bylo v roce 1999 uvažováno prodloužení z Nových Dvorů do Písnice a z Náměstí Míru přes Žižkov do Vysočan.

#### 2002–2010
Pražský radní Zdeněk Kovářík v roce 2002 řekl, že projekt linky D z Hlavního nádraží přes Krč na Nové Dvory je starý nejméně 15 let. V roce 2002 již existovaly detailní studie od Metroprojektu a stavební uzávěry a existoval předpoklad, že by do dvou let mohlo být vydáno územní rozhodnutí. V roce 2006 uváděla média, že linka D je zanesena v územním plánu hlavního města Prahy. První úsek měl vést z náměstí Míru na Nové Dvory, druhý úsek na jih do Písnice a třetí úsek z náměstí Míru přes Hlavní nádraží a Žižkov do stanice Vysočanská.
Roku 2007 radní pro dopravu Radovan Šteiner prosazuje nakonec přijatou variantu lehkého metra s tím, že bude o 10 % levnější než plnohodnotné metro, což dopravní odborníci kritizují.
Metroprojekt měl v roce 2010 na svém webu informaci o projektu 1. provozního úseku trasy D metra (ID), která předpokládá zahájení výstavby v roce 2010 a dokončení úseku I.D1 (Pankrác – Nové Dvory) v roce 2014, úseku I.D2 (Nové Dvory – Písnice) v roce 2016 a úseku I.D3 (Pankrác – Hlavní nádraží) v roce 2018.
Občanská iniciativa Pražané a Pražanky za MHD (pro média akci prezentoval Marek Čaněk) uspořádala 21. března 2010 na Kačerově za účasti několika desítek lidí a doprovodu dechovky happening „slavnostní otevření neexistující linky metra D“. Akcí chtěla před volbami upozornit na neplnění volebních slibů ze strany ODS, která v roce 2006 slibovala do roku 2010 otevřít 10 nových stanic metra a 32 km tramvajových tratí, ale otevřeny byly jen 3 stanice metra a necelý 1 kilometr nové tramvajové trati. Mluvčí magistrátu Jiří Wolf v reakci na tuto akci avizoval, že zahájení stavby bude odloženo o jeden až dva roky oproti „původnímu plánu“.
Koncept územního plánu hl. m. Prahy, který magistrát zveřejnil k připomínkám v období od 2. listopadu 2009 do 2. prosince 2009, v popisu cílové sítě metra (která však má do budoucna umožňovat další rozvoj) uvádí trasu D v rozsahu Depo Písnice – Náměstí Míru, přičemž úseky Náměstí Míru – Hlavní nádraží – Náměstí Republiky, větev Nové Dvory – Poliklinika Modřany a větev Náměstí Republiky – Olšanská jsou vymezeny v územních rezervách.

#### 2011–2012
Koncem listopadu 2011, v době změny koalice na pražské radnici kvůli sporům o rozpočet, primátor Bohuslav Svoboda uvedl, že město na výstavbu linky D nemá peníze, a uvažoval o započetí prací okolo roku 2020. Nová koalice se o výstavbě trasy D ve svém programu nezmiňovala. V červnu 2012 média zveřejnila, že Metroprojekt předložil městu novou, úspornou variantu, podle níž by se upustilo od výstavby úseku z náměstí Míru na Pankrác a úsek Pankrác – Písnice by se větvením napojoval na trasu C (což je návrat ke koncepci z přelomu 60. a 70. let), a nestavělo by se nové depo na Písnici. Podle publikovaného schématu by linka D v úseku Nádraží Holešovice – Pankrác vedla společně s linkou C. Jako první by se stavěl úsek Pankrác – Nové Dvory, jako druhý úsek Nové Dvory – Depo Písnice. Touto redukcí by se měly plánované náklady 34 miliard Kč na celou trasu D snížit asi o 10 miliard. Primátor Bohuslav Svoboda se vyjádřil, že před definitivním rozhodnutím je nutné nechat návrh podrobně rozpracovat. V červenci 2012 tiskové oddělení DPP oznámilo, že se připravuje materiál, podle kterého městská rada a zastupitelstvo v září rozhodnou o dalším postupu a předložených dvou variantách trasy. Dopravní výbor zastupitelstva města v září 2012 vyjádřil souhlas s návrhem Metroprojektu, aby se úsek Pankrác – Nové Dvory stavěl jako větev trasy C. 18. prosince 2012 rada hlavního města Prahy schválila záměr vybudovat trasu metra D v dopravním systému, který bude kompatibilní s dosavadními trasami A, B a C. Rozhodnutí o trase a o případném napojení na trasu C mělo být učiněno v roce 2013. Potvrzen původní záměr vybudovat přestupní stanici na Pankráci, nikoli jen odbočku.[zdroj?]
Podle informace z prosince 2012 má projekt již hotovou dokumentaci pro územní řízení a na začátku listopadu 2012 získal souhlasné stanovisko v procesu posouzení vlivu stavby na životní prostředí (EIA). Příprava projektu dosud stála 465 milionů korun.

#### 2013–2014
V říjnu 2013 Rada hlavního města Prahy souhlasila s realizací první etapy stavby trasy v úseku Pankrác – Depo Písnice s preferovanou variantou provozování jako odbočení linky C. V případě varianty linky D jako samostatné linky by bylo nutné vybudovat druhou stanici, v případě varianty linky D jako odbočení linky C, by se ve stanici Pankrác střídaly soupravy linky C a linky D. Pokud bude linka D vybudována jako odbočka linky C, neruší se tím možné budoucí fungování linky D jako samostatné linky. Zprovoznění prvního úseku trasy se předpokládá nejdříve v roce 2022.
V roce 2013 radní města schválili stavbu linky D, která by měla být stavěna ve dvou úsecích:
- Úsek I.D1 z Pankráce do Písnice se sedmi novými stanicemi a délkou přes deset kilometrů. Nové stanice ponesou názvy: Olbrachtova, Nádraží Krč, Nemocnice Krč, Nové Dvory, Libuš, Písnice a Depo Písnice.[34] Výstavba by měla začít v roce 2018.
- Úsek I.D2 z Pankráce na stanici Náměstí Míru. Nová stanice mezi nimi ponese název: Nám. Bratří Synků. O tomto úseku blíže k centru však není ještě definitivně rozhodnuto.[35]

#### 2015–2016
V červenci 2015 rada města Prahy rozhodla, že na nové trase budou jezdit soupravy bez strojvůdce a že jako první bude postaven úsek z Pankráce do Písnice. Výstavba by podle projektu měla začít „za tří roky“ (tedy roku 2018) a práce na prvním úseku mají trvat pět až šest let, tatáž zpráva však uvádí, že by první úsek měl být dokončen roku 2022. Dopravní podnik v roce 2015 řešil výkup pozemků, zbývalo mu ještě vykoupit asi 750 parcel. Navrženou podobu stanic měl ještě přezkoumat Institut plánování a rozvoje. Náklady na celou stavbu z náměstí Míru až do Písnice včetně výkupu pozemků byly odhadnuty na 50 miliard korun.
V červenci 2015 radní města rozhodli, že nová linka D bude mít vlaky bez řidiče. První úsek by měl být hotový v roce 2022. V červnu 2016 Praha zažádala o stavební povolení pro první úsek stavby metra D. Aby mohla začít se stavbou, chybělo vykoupit sedm pozemků. Náklady se předběžně odhadovaly na zhruba 50 miliard korun. Vstup do metra bude také možný jen přes turnikety.
Pražská organizace ODS proti rozhodnutí protestovala a označila schválenou variantu za megalomanskou, nereálnou a neufinancovatelnou, protože z původně plánovaných 35 miliard narostly očekávané náklady na 50 miliard. ODS také navrhovala postavit v první fázi jen úsek do Nových Dvorů, a o dalším pokračování rozhodnout až na základě vytíženosti.
Podle článku z ledna 2016 se z 800 pozemků podařilo zatím vykoupit jen 10, první získal v září 2015, cena výkupu všech pozemků je odhadnuta na miliardu Kč. Město po DPP chtělo, aby všechny potřebné pozemky měl nakoupené do září 2016, ale při komplikacích se může protáhnout i na několika let. Na některých pozemcích jsou například budovy, které nemají určené vlastnictví. Některé pozemky jsou zatíženy dědickými řízeními nebo je vlastník v cizině a nedostupný. V lokalitě mezi stanicemi Nádraží Krč a Nemocnice Krč jsou některé pozemky, které spadaly do restituce majetku po velkostatkáři Juliu Bečvářovi, zaplombovány policií a není možné je prodat, dokud Útvar pro boj s organizovaným zločinem neuzavře vyšetřování. Někteří majitelé pozemků v sousedství Thomayerovy nemocnice soudně napadli změny územního plánu potřebné pro výstavby nové linky metra a soud jednu z těchto změn v srpnu 2015 zrušil, proti čemuž Praha podala kasační stížnost. Původně se počítalo se začátkem výstavby v roce 2017, ale nyní již město s tímto termínem spíše nepočítá a kdy by mohly práce začít je nejasné.
Institut plánování a rozvoje MHMP v dubnu 2016 zveřejnil analýzu, v níž porovnal několik variant trasy: vedení z náměstí Míru na Žižkov, ukončení na náměstí Republiky, odbočku z náměstí Republiky na Žižkov a oblouk z náměstí Republiky přes Karlín na Žižkov. Nejlépe z posouzení vyšla varianta ukončení na náměstí Republiky. Rozbory jednoznačně ukázaly nevhodnost směřování metra D na Žižkov. Podle doporučení je nutné, aby se úsek přes hlavní nádraží na náměstí Republiky stavěl souběžně s úsekem z Pankráce na Vinohrady.
V srpnu 2016 se po zkušenostech s nekvalitními návrhy prodloužené trasy metra A zvedla vlna nevole proti zastaralým a nemoderním návrhům stanic od společnosti Metroprojekt. Vzniklo několik petic požadujících otevřenou mezinárodní architektonickou soutěž na vzhled nových stanic linky metra D, aby se zabránilo dalšímu plýtvání veřejných peněz na předražené a nekvalitní návrhy, které nerespektují okolí a materiálově i tvarově odkazují na architekturu 80. a 90. let 20. století.
V listopadu 2016 byla zvažovaná varianta začít stavět první úsek jen se dvěma konečnými zastávkami - v Písnici a na Pankráci. Ostatní stanice by se mohly dostavit postupně později, jelikož se stále nedaří vykoupit zbývající pozemky.

#### 2017
Na začátku roku 2017 přišla středočeská hejtmanka Jaroslava Pokorná Jermanová na jednání s ředitelem Dopravního podniku hl. m. Prahy s návrhem, aby linka D byla povrchovou trasou prodloužena až do Jesenice. Podle ní by takové řešení bylo jednodušší než prodloužení tramvajové tratě, o němž uvažovalo předchozí vedení kraje. Hejtmanka se prý dohodla, že k technickému a finančnímu posouzení této možnosti vytvoří Středočeský kraj se zástupci Prahy pracovní skupinu. Zároveň by měla být posouzena možnost zřídit u Jesenice záchytné parkoviště s návazností na Pražský okruh.
7. února 2017 média na základě výroků náměstka primátorky Petra Dolínka psala, že už na podzim 2018 začne výstavba prvního úseku. K dodržení termínu politiky údajně tlačí jednak snaha zahájit výstavbu před komunálními volbami, jednak snaha do roku 2023 dokončit co největší část trasy, což je údajně podmínkou možnosti získat až 9 miliard z evropských fondů. Stavba je rozdělena do čtyř etap, z nichž první etapou je geologický průzkum. V listopadu 2017 má být vypsána soutěž na dodavatele průzkumu, ten má začít v září 2018, v roce 2019 pak má začít vlastní stavba metra, úseku Pankrác – Nové Dvory. Třetí etapou pak má být úsek Nové Dvory – Písnice a čtvrtou etapou depo v Písnici. Zahájení prací závisí na dostupnosti pozemků a získávání stavebních povolení. Podle článku ze 7. února 2017 je město údajně „před dohodou“ s několika důležitými vlastníky pozemků, například TJ Pankrác, v jehož areálu má vzniknou hlavní staveniště, a 7. února 2017 rada města měla rozhodovat o smlouvě s restituenty, kterým patří pozemky u krčské nemocnice.
V dubnu 2017 dozorčí rada DPP z pěti předložených variant výstavby zvolila tu, že se nejdříve postaví pouze úsek Pankrác - Olbrachtova, takže nebude třeba čekat na výkup pozemků na celé trase. Nedojde-li k dalším komplikacím, budování průzkumných štol by bylo zahájeno v roce 2018 a vlastní výstavba v roce 2019. Úsek má být budován pro automatický režim bez strojvedoucích.

#### 2018
V březnu 2018 bylo nejdříve oznámeno, že se na výstavbě linky D bude podílet soukromá společnost Penta, která v nově založeném podniku s DPP pomůže s výkupem pozemků. S tímto návrhem ale nesouhlasila část vládní koalice na magistrátu, riziko viděli právě v tom, že by Dopravní podnik měl v nově založené společnosti pouze menšinový podíl, zatímco Penta by vlastnila 51 %. Velkým kritikem z řad vládnoucí koalice byla náměstkyně primátorky a členka dozorčí rady DPP Petra Kolínská (Trojkoalice/Zelení).
Odhadovaná kapacita linky D ve špičce je 10 500 osob, což je zhruba poloviční, než u linek A, B i C, které každé mají kapacitu ve špičce větší než 20000 osob.
Na konci června navíc poslanci odhlasovali nový zákon, který má usnadnit výkup pozemků. Právě rychlejší výkup pozemků byl jedním z hlavních důvodů pro založení nového podniku s Pentou.
V červenci pak měli radní hlasovat o vzniku společného podniku se soukromou firmou. Návrh zákona byl nakonec na poslední chvíli stažen. Pražský dopravní podnik se tak rozhodl nový zákon prověřit a vyhodnotit možné důsledky.

#### 2019

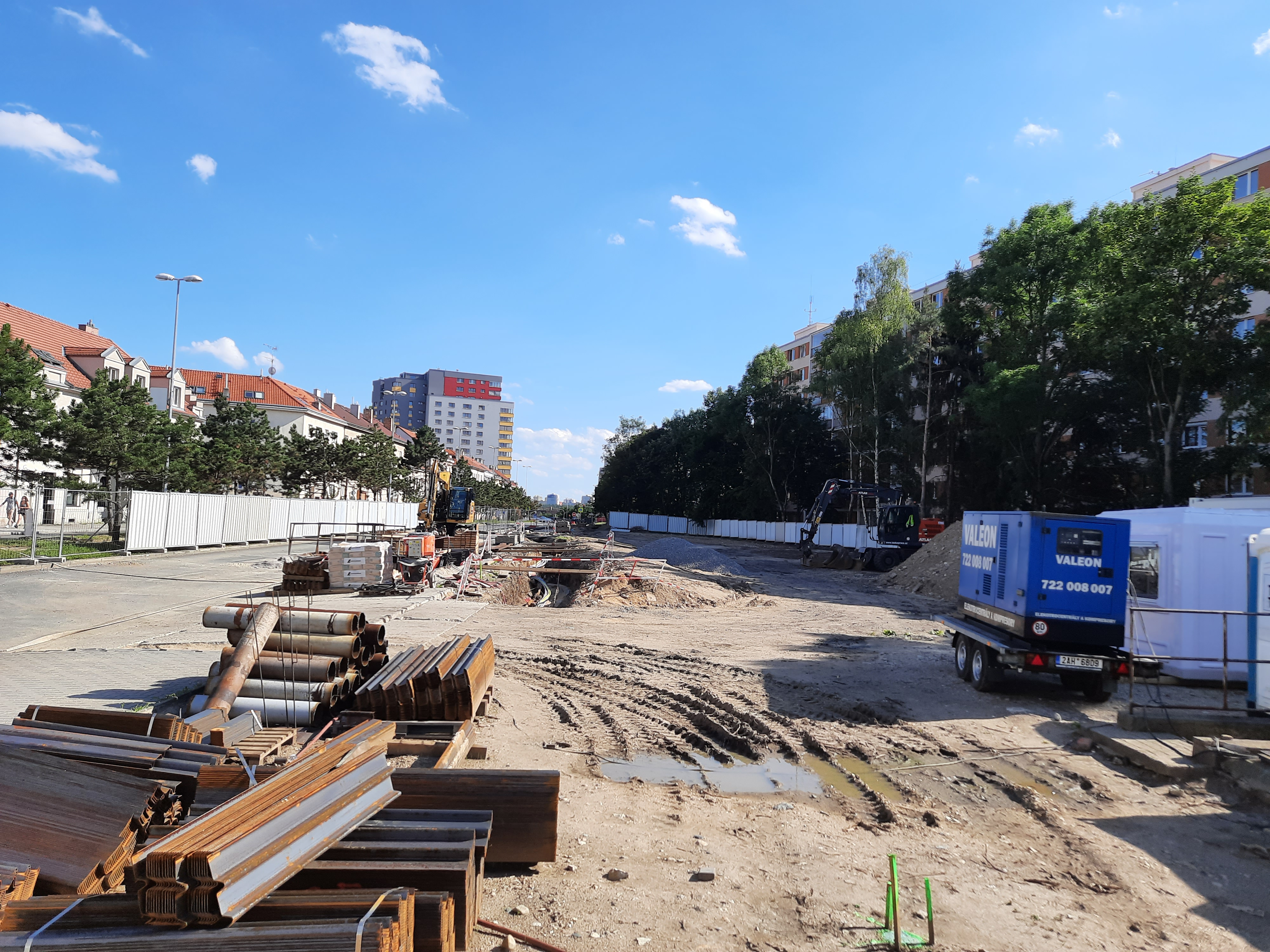
Probíhající výstavba stanice Olbrachtova (červenec 2022)

Doplňkový geologický průzkum, který měl podle předpokladů z roku 2017 začít v září 2018, začal 19. června 2019.

#### 2020
Geologický průzkum byl dokončen na jaře 2021. O stavební povolení úsek Pankrác-Nové Dvory požádal DPP na konci roku 2019; stavební řízení běží. V roce 2020 byl vypsán tendr na první úsek trasy za 10,8 miliard Kč. V září 2020 se předpokládalo, že stavba začne v roce 2021 a linka by měla být zprovozněna v roce 2028.

#### 2022
Kromě dlouhého domlouvání se s majiteli pozemků byl pro stavbu problém ten, že sdružení Pankrácká společnost podalo proti stavbě několik stížností, Ministerstvo dopravy však všechny stížnosti zamítlo a prvních pět stanic získalo stavební povolení 24. března 2022. Stavba prvního úseku mezi sousedními stanicemi Pankrác – Olbrachtova pak byla zahájena 21. dubna 2022. Cena tohoto úseku byla odhadována na 14,5 miliard Kč.

#### 2023
DPP začal od 1. dubna 2023 s výstavbou jižního vestibulu stanice Olbrachtova. 25. dubna 2023, zhruba rok po zahájení výstavby, bylo vyraženo celkem 1,6 km tunelů v prvním úseku Pankrác - Olbrachtova.

## Projektování trasy
Dopravní podnik hl. m. Prahy a. s. vyhlásil v květnu 2009 výběrové řízení na vyprojektování trasy. Do výběrového řízení se přihlásily firmy Mott MacDonald, Metroprojekt a Sudop. Druhý a třetí účastník mají společného vlastníka, Sudop Group. Metroprojekt nabídl cenu 490 milionů Kč, Sudop 470 milionů Kč a Mott MacDonald 390 milionů Kč. DP v polovině července 2009 nejlevnější nabídku ze soutěže vyřadil, protože navrhovatel údajně nevysvětlil, jak se na tak nízkou cenu dostane. Zástupce firmy Mott MacDonald prohlásil, že cenu odůvodnili (to později potvrdil ve svém rozhodnutí i ÚOHS) a že se proti rozhodnutí odvolali k Úřadu pro ochranu hospodářské soutěže. Pozastavil se však nad tím, že Dopravnímu podniku nevadilo, že ostatní dva zájemci nabízejí čtvrtinovou dobu zhotovení, a vyjádřil podezření, že tyto dvě firmy mají informace, které jeho firma nemá, nebo že nabízejí nereálnou lhůtu. Zadávací dokumentace však počítala s tím, že projekt se bude zpracovávat 4 roky, přesto mluvčí DP Pečený uvedl, že krátká lhůta nabízená těmito firmami odpovídá zkušenosti z minulých akcí a není důvod o její reálnosti pochybovat. Člen dozorčí rady DP Tomáš Homola (SNK-ED) uvedl, že zkrácení lhůty považuje za podezřelejší než nízkou cenou, a slíbil, že nechá zakázku prověřit. Prověření přislíbil rovněž David Vodrážka, předseda dopravní komise pražského zastupitelstva a člen představenstva Dopravního podniku.
Úřad pro hospodářskou soutěž 10. března 2010 oznámil, že svým prvostupňovým rozhodnutím zrušil vyloučení uchazeče Mott MacDonald Praha, spol. s r. o. ze zakázky Dopravního podniku hl. m. Prahy na „Zpracování projektové dokumentace pro územní a stavební řízení a výkon autorského dozoru na stavbu trasy I.D metra v Praze“. DP totiž ve svém rozhodnutí o vyloučení neuvedl, z jakých důvodů považuje zdůvodnění mimořádně nízké nabídkové ceny za neopodstatněné, z jakých důvodů uchazeč nesplnil kvalifikaci a z jakých důvodů neprokázal splnění části kvalifikace subdodavatelem. Firma Mott MacDonald Praha, spol. s r. o. vysvětlení své ceny zadavateli na vyžádání v zákonné lhůtě předložila. Dopravní podnik hl. m. Prahy však poté znovu rozhodl o vyloučení Mott MacDonald, tentokrát údajně pouze nedodržení základních kvalifikačních předpokladů pro účast v soutěži. Začátkem května 2010 údajně společnost Mott MacDonald kvůli vysokým nákladům na spor vzala zpět své připomínky k vyřazení z výběrového řízení, čímž umožnila jeho uzavření ve prospěch Metroprojektu.

## Náklady a financování stavby
Předseda výboru územního rozvoje pražského zastupitelstva Vladimír Göringer (Unie svobody) v roce 2002 navrhl, aby trasa D byla vybudována a prvních 30 až 50 let provozována soukromým investorem, který by vzešel z výběrového řízení, protože město by nebylo schopno financovat výstavbu dvou tras najednou. Göringer předpokládal, že soukromý investor by trasu postavil rychleji, efektivněji a kvalitněji. Radní Zdeněk Kovářík (ODS) s tímto nápadem nesouhlasil, protože preferoval propojenost tras a jednotné řešení odpovědnosti a bezpečnosti. V polovině srpna 2007 proběhla médii zpráva šířená ČTK, že byl radě města předložen návrh vyhlásit výběrové řízení na investora linky D, pravděpodobně soukromého, který by ji pak po dobu 20 nebo 50 let i vlastnil a provozoval. Téhož dne (15. srpna 2007) radní Radovan Šteiner i zastupitel Petr Hulinský zprávu dementovali a upřesnili, že neexistuje návrh, že by trasu D měl postavit soukromý investor. Rada hlavního města Prahy 28. srpna 2007 schválila pouze zadání expertní studie financování provozního úseku metra I.D mezi stanicemi Hlavní nádraží a Písnice pomocí soukromých zdrojů formou PPP projektu (partnerství soukromého a veřejného sektoru) a zároveň porovnání výstavby a provozu klasickou metodou s variantou lehkého automatického metra.
Studie financování stavby (autora studie článek neuvádí) v roce 2008 odhadla náklady na 60 miliard Kč a zvažovala čtyři způsoby financování: jako PPP projekt, pomocí klasického úvěru, úvěrem Evropské investiční banky nebo z rozpočtu hlavního města Prahy. Financování z městského rozpočtu označil předseda dopravního výboru zastupitelstva David Vodrážka za nereálné. Dopravní výbor vzal výsledky studie na vědomí a dále o nich nejednal.
V únoru 2009 byly náklady na stavbu trasy v délce necelých 11 kilometrů udávány v rozmezí 30 až 35 miliard Kč. Podle informace předsedy představenstva DP z května 2010 stále nebylo rozhodnuto, zda Praha dostane dotaci od státu, a zda nebude využito financování formou PPP.
Metroprojekt má (v březnu 2010) na svém webu nedatovanou informaci o projektu, v němž náklady na výstavbu úseku Pankrác – Písnice odhaduje na 40 miliard Kč, z toho 18,47 miliard na úsek Pankrác – Nové Dvory, 7,7 miliard na úsek Nové Dvory – Písnice a 13,6 miliard na úsek Pankrác – Hlavní nádraží. V tom není zahrnuto cca 1,8 miliard na depo Písnice a jeho napojení. V červenci 2012 média informovala, že podle zprávy projednávané orgány DPP bylo za přípravné práce utraceno již 427 milionů korun a do konce roku 2013 má být utraceno dalších 95 milionů Kč. Náklady na výstavbu celé trasy byly v té době odhadnuty na 25 miliard Kč.
V červenci 2015, v souvislosti s rozhodnutím postavit bezobslužnou variantu, byly náklady na celou trasu z náměstí Míru až do Písnice včetně výkupu pozemků odhadovány na více než 50 miliard korun, přičemž se počítá s dotací z evropských fondů a město by rádo získalo i příspěvek od státu. Konkrétní náklady však v době rozhodnutí rady ještě nebyly přesně spočítány a teprve je měl začít dopravní podnik s projekční firmou Metroprojekt vyčíslovat. Náklady na první úsek (Pankrác–Písnice) byly odhadovány v řádu několika desítek miliard korun. Podle záměr schváleného dříve radou pod vedením primátora Tomáše Hudečka se se počítalo s klasickým metrem se strojvůdci a náklady (článek nespecifikuje, zda na první úsek nebo na celou trasu) byly odhadovány na necelých 30 miliard. Bezobslužná varianta, o níž rozhodla rada pod vedením primátorky Krnáčové, má mít vyšší náklady na stavbu, ale nižší následné provozní náklady. Pražská organizace ODS označila schválenou variantu za megalomanskou, nereálnou a neufinancovatelnou, protože z původně plánovaných 35 miliard narostly očekávané náklady na 50 miliard, a navrhovala postavit v první fázi jen úsek do Nových Dvorů.
Roku 2019 se odhaduje cena na 72 miliard Kč. Roku 2021 jsou celkové náklady odhadovány na necelých 98 miliard Kč.

## Plánované úseky a stanice
V projektu Metroprojektu z roku 2007 byl úsek Hlavní nádraží – Písnice označován jako stavební úsek I.D a rozdělen na úseky 1.D3, 1.D1 a 1.D2.
Úsek Písnice – Náměstí Míru je součástí územního plánu z roku 1999. Úsek Depo Písnice – Náměstí Míru je obsažen i v konceptu územního plánu, zveřejněném koncem roku 2009. Některé další úseky jsou vymezeny jako územní rezerva.
Obrat vlaků má být kromě koncových stanic Písnice a Náměstí Míru možný ve stanicích Pankrác a Nové Dvory.

### Úsek Depo Písnice – Nové Dvory (I.D2)
- vlakové depo Depo Písnice
- stanice Depo Písnice
- stanice Písnice
- stanice Libuš[67]

Dřívější trasování vycházející z návrhu územního plánu z roku 2010, kde jsou uvažované následující stanice (včetně jejich přibližných lokalit):
- Depo Písnice (Bělnice[zdroj?]) – stanice v oblasti nově vybudovaného depa poblíž lokality Bělnice, v prostoru stávající betonárky v Písnici u Pramenné ulice, u trojmezí Písnice, Kunratic a Vestce, v oblasti vymezené Kunratickou spojkou, Vídeňskou a Pražským okruhem. Stanice má být doplněna terminálem autobusové dopravy.[68] (Název Bělnice je pomístní název neosídleného pozemku na okraji území Vestce na opačné, severovýchodní straně Vídeňské ulice.[69])
- Písnice – stanice s jedním vestibulem v prostoru ulic Libušská a Na Okruhu, tj. v oblasti dnešní autobusové konečné Sídliště Písnice.
- Libuš – stanice s jedním vestibulem v prostoru ulic Novodvorská a K Jezírku
- Nové Dvory

V roce 2007 byl úsek Písnice – Nové Dvory označován v projektu Metroprojektu jako I.D2. V konceptu územního plánu z roku 2009 za dosud navrhovanou konečnou stanicí Písnice přibyla konečná stanice, označovaná Depo Písnice.

### Úsek Nové Dvory – Pankrác (I.D1)
Stavbou prvního úseku pověřila Rada hl. m. Prahy DPP v červnu 2021:

#### Úsek I.D1b (očekávaný začátek výstavby podzim 2023)

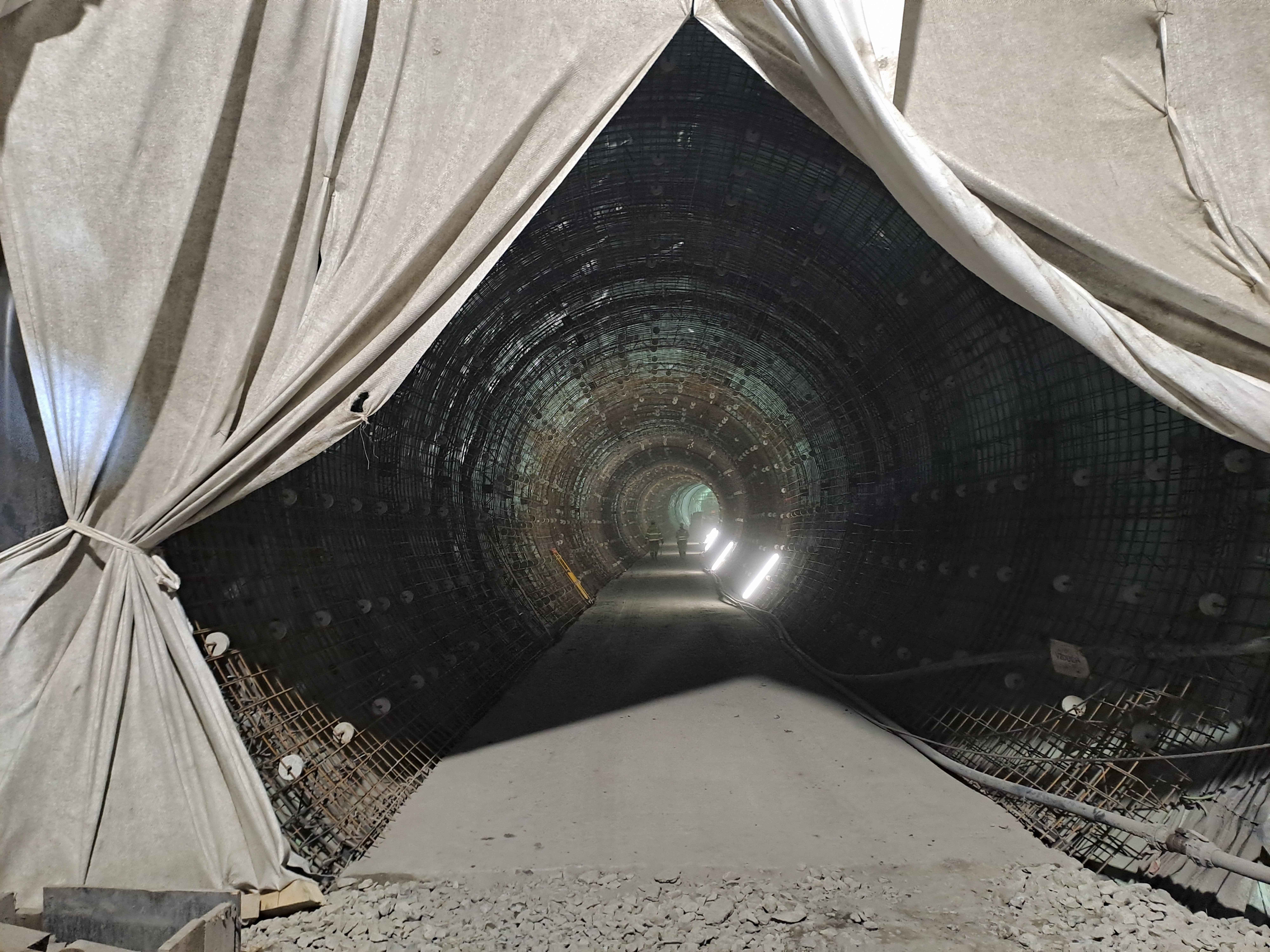
Manipulační propojka mezi linkami C a D v únoru 2025

#### Úsek I.D1b (očekávaný začátek výstavby podzim 2023[71])
- stanice Nové Dvory
- stanice Nemocnice Krč
- stanice Nádraží Krč

#### Úsek I.D1a (ve výstavbě od 21. 4. 2022[71])
- stanice Olbrachtova (včetně)
- stanice Pankrác (včetně) – přestup a manipulační propojka s linkou C

V roce 2007 byl úsek Nové Dvory – Pankrác označován v projektu Metroprojektu jako I.D1.
- Nové Dvory – stanice se dvěma vestibuly na křižovatku Libušská-Durychova a do ulice Chýnovská, kde bude P+R. Ve stanici je také plánován přestup na tramvajovou dopravu.
- Nemocnice Krč – podle původního plánu měla stát stanice v lokalitě Zálesí
- Nádraží Krč – povrchová stanice na mostní konstrukci, zajišťující přestup na linky metropolitní železnice, dva výstupy: k Jižní spojce a k nádraží Praha-Krč
- Ryšánka – pod ulicí Na Strži s výstupy na křižovatky s ulicemi Jeremenkova a Antala Staška
- Pankrác – přestup na linku C a výhledově na linku E. Výstup do ulice Na Pankráci / Pikrtova.

### Úsek Pankrác – Náměstí Míru (I.D3)
- stanice Náměstí Bratří Synků
- stanice Náměstí Míru

### Větev Nové Dvory – Poliklinika Modřany (I.D4)
Návrh na rozvětvení jižní části trasy D se objevil koncem roku 2008. Do územního plánu byla navržena druhá větev tratě, která by měla ze stanice Nové Dvory odbočit západním směrem do stanice Poliklinika Modřany. Měla by mít celkem 4 zatím neupřesněné stanice. Starosta Prahy 12 existenci návrhu potvrdil. Zdůraznil ale, že jde o čerstvý neschválený návrh.
Podle konceptu územního plánu, který město předložilo k připomínkám koncem roku 2009, má být vymezena územní rezerva pro větev trasy D v úseku Nové Dvory – Poliklinika Modřany.
Úsek do Modřan byl zanesen jako alternativní řešení do návrhu[kdo?] územního plánu z roku 2010.[zdroj?] Měla by mít stanice:
- Nové Dvory
- Kamýk – V oblasti dnešní stanice autobusu Cílkova
- Lhotka – U křižovatky ulice U Kamýku a Lhotecké
- Labe – u stejnojmenné stanice autobusů
- Modřany – u Sofijského náměstí

## Plány na další vedení trasy

### Úsek Náměstí Republiky (Náměstí Míru) – Žižkov (– Vysočany) (II.D)
Pro vzdálenější budoucnost (stavba nejdříve za deset let) vedení Prahy počítalo v roce 2018 s přípravou změny územního plánu na prodloužením linky D přes Žižkov do Vysočan s předpokládanými stanicemi:
- Náměstí Republiky – buďto linka povede z Náměstí Republiky, nebo přímo z Náměstí Míru
- Prokopovo náměstí – jeden vestibul na Prokopově náměstí
- Nákladové nádraží – stanice v prostoru bývalého Nákladového nádraží Žižkov
- Chmelnice – jeden vestibul do ulic Hartigova (dříve Koněvova) / V Zahrádkách
- Poté přes Harfu do Vysočan

V únoru 2009 bylo ukončení na náměstí Republiky uváděno jako alternativní varianta k původně zamýšlenému pokračování směrem na Žižkov, případně Vysočany. V konceptu Územního plánu hl. m. Prahy předloženém k připomínkám koncem roku 2009 je úsek Náměstí Republiky – Olšanská vymezen jako územní rezerva. O pokračování do Vysočan se koncept ještě nezmiňoval.
Od 20. let 21. století se již s tímto pokračováním nepočítá a územní rezerva v plánech města se postupně ruší.
Před rokem 2000 se předpokládalo i další pokračování do Letňan a Kbel,[zdroj?] avšak nakonec bylo do Letňan v letech 2000–2008 vybudováno prodloužení linky C a linku D se plánuje v budoucnu ukončit na Vysočanské.

### Úsek Pankrác – Hlavní nádraží (– Náměstí Republiky) (I.D3)
V roce 2007 byl úsek Pankrác – Hlavní nádraží označován v projektu Metroprojektu jako I.D3. Později se objevil návrh na odklonění a prodloužení do stanice Náměstí Republiky.
- Pankrác
- Náměstí Bratří Synků, Nusle (Nuselská, Otakarova) – stanice se dvěma vestibuly: na náměstí Bratří Synků a do ulice Otakarova.
- Náměstí Míru – přestup na linku A, stanice se dvěma vestibuly: do ulice Francouzská a Sázavská.
- Hlavní nádraží – původní plán počítal s vybudováním nové, východní haly hlavního nádraží a s umístěním dvou vestibulů: do ulice Seifertova a ke křižovatce Italská – U Rajské zahrady. Nově bylo od výstavby haly upuštěno a stanice linky D je navržena pod Vrchlického sady kolmo k současné stanici linky C.
- Náměstí Republiky – Zde by podle této varianty návrhu byla dlouhodobá konečná. Stanice je ložená v ose Náměstí Republiky s možnými výstupy do ulice Na Příkopě a před obchodní dům Kotva. V rámci stanice jsou plánovány obratové koleje.

Koncem roku 2008 byla zveřejněna informace, že podle projednávaného návrhu změny územního plánu by mělo být od výstavby úseku Hlavní nádraží – Vysočany upuštěno a místo toho by trať měla být ukončena ve stanici Náměstí Republiky. V únoru 2009 bylo ukončení na náměstí Republiky uváděno jako alternativní varianta k původně zamýšlenému pokračování směrem na Žižkov. Územní plán z roku 1999 i v koncept územního plánu, zveřejněný koncem roku 2009, obsahují pouze úsek od Písnice po stanici Náměstí Míru. Úsek Náměstí Míru – Hlavní nádraží – Náměstí Republiky je v konceptu nového územního plánu zatím vymezen jako územní rezerva.

## Den otevřených dveří
Dne 17. 18. a 19. května 2025 se uskutečnil Den otevřených dveří na stavbě nové linky pražského metra D. Návštěvníci si mohli prohlédnout rozestavěné prostory stanice a trasy v okolí Pankráce a Olbrachtovy. DOD byl uspořádán jako oslava dokončení úseku Pankrác – Olbrachtova. V tomto úseku nadále pokračují pouze dokončovací práce a práce na spojení stanic Pankrác C a Pankrác D. Další ražba by měla být zahájena začátkem roku 2026. Razit se bude z Olbrachtovy přes Krč na Nové Dvory.